# 江南布政使司
江南布政使司是指清朝初期设立的一个行政单位。

## 概述
1644年，清军入关之后，改南直隶为“江南省”，最初设一位江南布政使（驻江宁府），以及三巡抚(江南巡抚、凤庐巡抚和操江巡抚)。根据康熙年间的《大清会典》，布政使为一省之长。因此江南布政使的到任，可以认为江南省成立。
顺治十八年，江南布政使分为左、右两位，分驻江宁府、苏州府。右布政使辖宁、镇、苏、松、常，左布政使辖余下地方。然这两位布政使仍冠以“江南”头衔，所以不可能认为江南分省。
康熙五年(1666年)五月，裁鳳廬巡撫，所属庐州、凤阳2府，滁、和2个州归并安徽巡抚管理；淮安府、扬州府2府及徐州隶属江南右布政使司。此时左、右两布政使辖境已经和现在安徽、江苏两省十分接近。康熙六年，左、右布政使分别改为安徽布政使、江苏布政使（这是“安徽”、“江苏”这两个省名出现之始），依然分驻江宁府、苏州府，但江宁府本身属于江苏布政使辖境。此后，清代典籍里面“安徽”、“江苏”出现次数逐渐增加，但“江南省”字眼仍十分常见。康熙朝也并未有记载“分省”。所以这里的两个布政使辖境还只是两省的雏形罢了。另外，康熙二十九年，分定江南、浙江洋汛，嵊泗地域划归江南省江苏布政使司的崇明县。
乾隆二十五年，安徽布政使从江宁府迁往安庆府。同时，江苏布政使一分为二——江宁布政使（驻江宁府 ）和江苏布政使（驻苏州府）。江苏省境内形成了一巡抚两布政的格局。不过，从清朝中期开始，巡抚逐步取代了布政使成为一省之长，所以江苏内部分两个布政的情况并不被认为是“分省”，毕竟名义上还有“江苏巡抚”统辖坐镇。至此江苏、安徽两省官僚体系完全定型，在清代文献中出现频率逐渐高过“江南”的频率，因而坐实了分省的事实。